# Purmerend (gemeente)

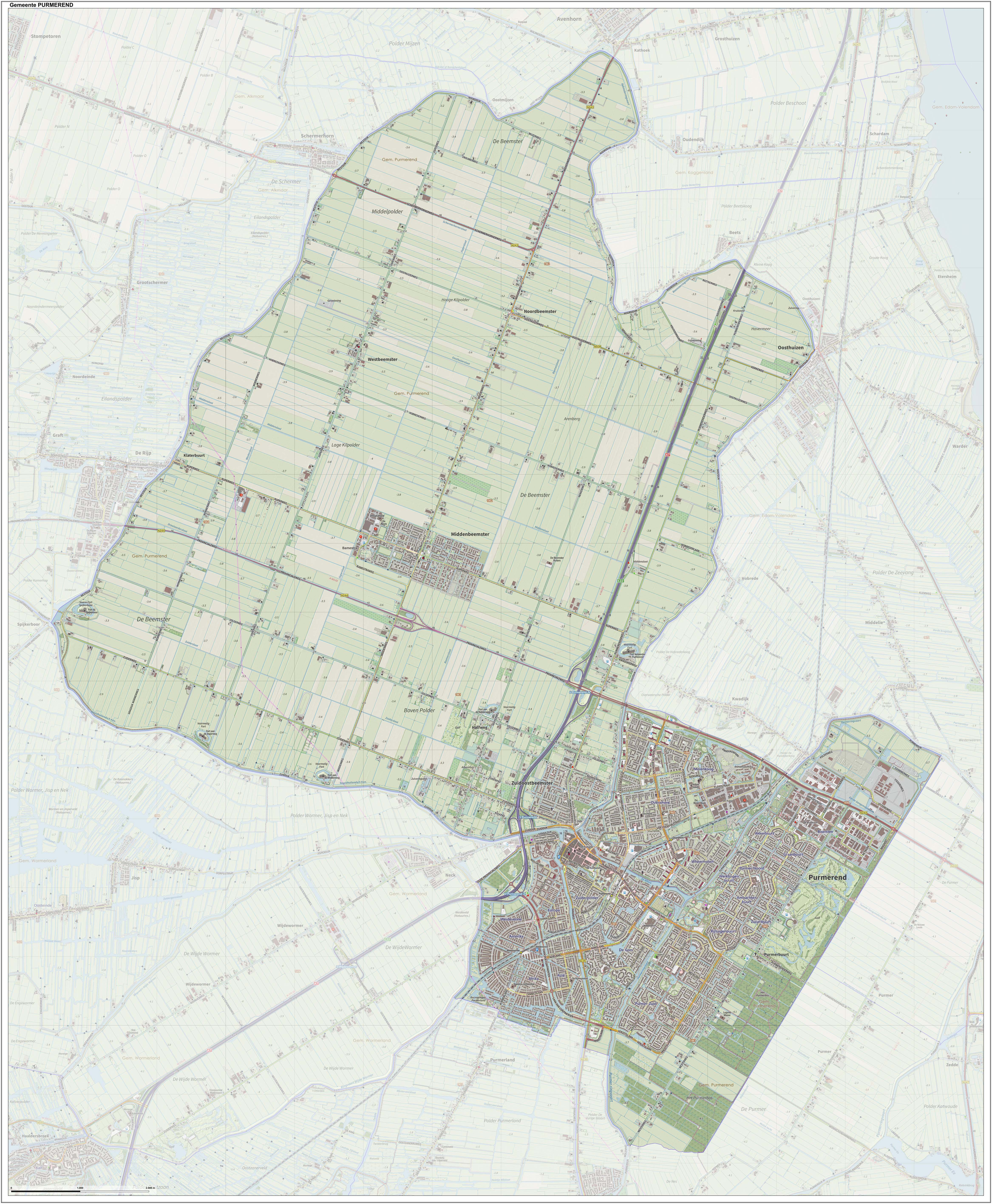
Topografische gemeentekaart van de gemeente Purmerend, per september 2022

Purmerend (uitspraakⓘ) is een gemeente in de regio Waterland in de Nederlandse provincie Noord-Holland. De gemeente heeft op 1 januari 2024 95.177 inwoners en een totale oppervlakte van 96,63 km², waarvan 93,73 km² land en 2,9 km² water.
De gemeente Purmerend maakt deel uit van de Vervoerregio Amsterdam, waar met omliggende gemeenten afspraken worden gemaakt over zaken als infrastructuur en openbaar vervoer. De stad Purmerend is de hoofdplaats van de gemeente.

## Geschiedenis
De colleges van de steden Purmerend en Beemster sloten op 4 september 2018 een bestuurlijk akkoord om per 1 januari 2022 te fuseren. In 2020 stelden de gemeenteraden het herindelingsadvies vast voor de nieuwe gemeente Purmerend. De definitieve zienswijze en het herindelingsadvies zijn in juni 2020 door Gedeputeerde Staten vastgesteld en vervolgens toegezonden aan de minister van Binnenlandse Zaken en Koninkrijksrelaties. Het desbetreffend wetsvoorstel is op 11 februari 2021 aangenomen door de Tweede Kamer en op 25 mei 2021 door de Eerste Kamer.

## Geografie

### Plaatsen in de gemeente
Naast de stad Purmerend omvat de gemeente de volgende plaatsen:
Dorpen:
- Purmer (gedeeld met de gemeenten Waterland en Edam/Volendam)
- Purmerbuurt (een kruispuntdorp in het oosten van de gemeente nabij het Purmerbos)
- Middenbeemster
- Noordbeemster
- Westbeemster
- Zuidoostbeemster

Buurtschappen:
- Arenberg
- Assummerbuurt
- De Blikken Schel
- De Zevenhuisjes
- Halfweg
- Het Hoekje
- Hoornsche Keet
- Klaterbuurt

### Omliggende gemeenten
| Aangrenzende gemeenten | Aangrenzende gemeenten | Aangrenzende gemeenten | Aangrenzende gemeenten | Aangrenzende gemeenten |
| ---------------------- | ---------------------- | ---------------------- | ---------------------- | ---------------------- |
| Alkmaar                |                        | Koggenland             |                        | Edam-Volendam          |
|                        |                        |                        |                        |                        |
| Wormerland             |                        |                        |                        |                        |
|                        |                        |                        |                        |                        |
| Landsmeer              |                        |                        |                        | Waterland              |

## Politiek

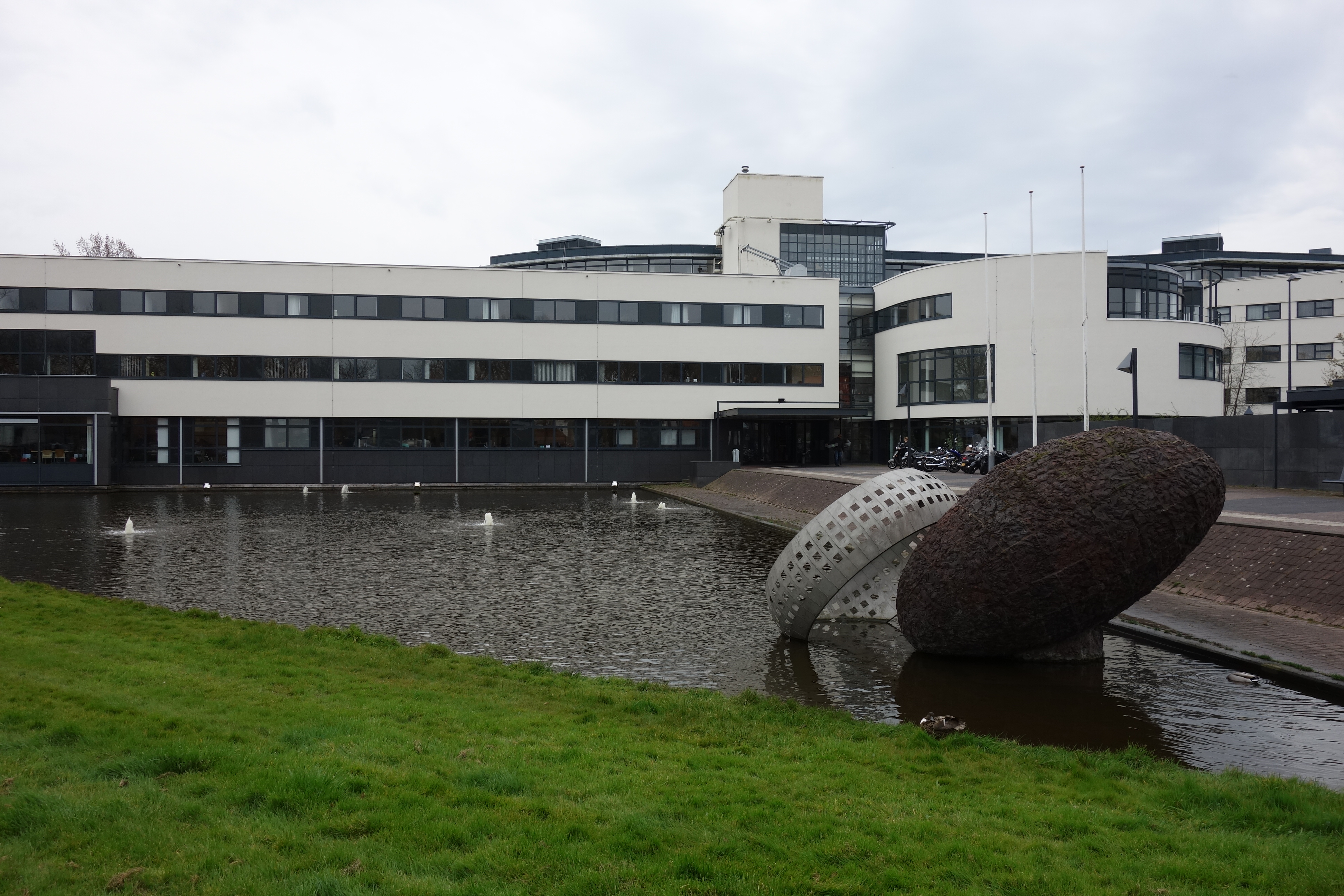
Stadhuis voordat de vijver in 2021 gedempt werd

### Samenstelling gemeenteraad
De Purmerendse gemeenteraad heeft totaal 37 zetels, verdeeld over 11 politieke partijen. Hieronder de behaalde zetels per partij bij de gemeenteraadsverkiezingen sinds 1998 (dikgedrukt partijen die onderdeel uitmaken van de coalitie).
| Gemeenteraadszetels                                         | Gemeenteraadszetels | Gemeenteraadszetels | Gemeenteraadszetels | Gemeenteraadszetels | Gemeenteraadszetels | Gemeenteraadszetels | Gemeenteraadszetels |
| Partij                                                      | 1998                | 2002                | 2006                | 2010                | 2014                | 2018                | 2021                |
| ----------------------------------------------------------- | ------------------- | ------------------- | ------------------- | ------------------- | ------------------- | ------------------- | ------------------- |
| Stadspartij Purmerend1 / Stadspartij Beemster Polderpartij2 | 41                  | 51                  | 31                  | 31                  | 81                  | 61                  | 92                  |
| PvdA                                                        | 8                   | 5                   | 9                   | 6                   | 4                   | 3                   | 5                   |
| VVD                                                         | 10                  | 7                   | 7                   | 7                   | 4                   | 4                   | 4                   |
| CDA                                                         | 3                   | 4                   | 3                   | 3                   | 3                   | 4                   | 3                   |
| Ouderenpartij AOV Purmerend-Beemster                        | 2                   | 2                   | 3                   | 3                   | 4                   | 3                   | 3                   |
| GroenLinks                                                  | 4                   | 3                   | 2                   | 2                   | 2                   | 4                   | 3                   |
| Gemeentebelangen Purmerend                                  | -                   | -                   | -                   | -                   | -                   | 2                   | 2*                  |
| D66                                                         | 2                   | 1                   | 1                   | 3                   | 5                   | 4                   | 2                   |
| PVV                                                         | -                   | -                   | -                   | -                   | -                   | 1                   | 2                   |
| FvD                                                         | -                   | -                   | -                   | -                   | -                   | 1                   | 2                   |
| Leefbaar Purmerend                                          | -                   | 8                   | 3                   | 3                   | 3                   | 3                   | 1                   |
| Purmerend Beemster 21                                       | -                   | -                   | -                   | -                   | -                   | -                   | 1                   |
| Partij voor socialer Purmerend                              | -                   | -                   | -                   | -                   | -                   | 1                   | -                   |
| Lijst van Damme                                             | -                   | -                   | -                   | -                   | 1                   | -                   | -                   |
| Trots op Nederland                                          | -                   | -                   | -                   | 3                   | 1                   | -                   | -                   |
| SP                                                          | -                   | -                   | 4                   | 2                   | -                   | -                   | -                   |
| Totaal                                                      | 33                  | 35                  | 35                  | 35                  | 35                  | 37                  | 37                  |
| Opkomst                                                     |                     |                     |                     |                     |                     |                     | 32,38%              |

* Raadslid Frank Schaaij werd onderdeel van de fractie van Gemeentebelangen Purmerend gedurende de raadsperiode.

### Politieke ontwikkelingen

#### 1998-2002
Coalitie en oppositie
- Coalitie: PvdA, VVD (18/33 zetels)
- Oppositie: GroenLinks, Stadspartij, CDA, AOV, D66 (15/35 zetels)

#### 2002-2006
Coalitie en oppositie
- Coalitie: Leefbaar Purmerend, VVD, CDA, GroenLinks (22/35 zetels)
- Oppositie: PvdA, Stadspartij, AOV (13/35 zetels)

#### 2006-2010
Coalitie en oppositie
- Coalitie: PvdA, VVD, CDA, AOV (21/35 zetels)
- Oppositie: SP, Leefbaar Purmerend, Stadspartij, GroenLinks, D66 (14/35 zetels)

#### 2010-2014
Coalitie en oppositie
- Coalitie: VVD, PvdA, CDA, Stadspartij (19/35 zetels)
- Oppositie: D66, Leefbaar Purmerend, AOV,  TON, SP, GroenLinks (16/35 zetels)

#### 2014-2018
Coalitie en oppositie
- Coalitie: Stadspartij, VVD, AOV, CDA, D66 (24/35 zetels)
- Oppositie: PvdA, Leefbaar Purmerend, GroenLinks, TON, Lijst van Damme (11/35 zetels)

Na de gemeenteraadsverkiezingen van 2014 werd de Stadspartij de grootste partij met 8 zetels. Ze vormden een coalitie met VVD, AOV, D66 en het CDA. D66 werd echter in mei 2016 uit de coalitie gezet door de andere partijen na onenigheid over of er wel of geen hotel moet komen in het Beusebos. In januari 2018 ontstond in het college ruzie over de hoogte van een appartementencomplex in de Purmerendse binnenstad, waarna het CDA door de overgebleven Stadspartij, VVD en AOV uit het college werd gezet. Tussen januari 2018 en de installatie van het nieuwe college na de raadsverkiezingen in dat jaar, had de coalitie geen meerderheid meer in de gemeenteraad.

#### 2018-2022
Coalitie en oppositie
- Coalitie: Stadspartij, CDA, D66, AOV, PvdA (20/37 zetels).
- Oppositie: GroenLinks, Gemeentebelangen Purmerend, Partij voor socialer Purmerend, PVV, Leefbaar Purmerend, VVD, Hart van Purmerend (17/37 zetels)

Bij de verkiezingen van 2018 deed de PVV voor het eerst mee aan de gemeenteraadsverkiezingen in Purmerend en behaalde drie zetels. De Stadspartij bleef de grootste partij, maar verloor wel twee zetels. Het duurde tot vlak voor de zomer om een nieuwe coalitie rond te krijgen. Sinds de zomer van 2018 bestaat het Purmerendse college uit Stadspartij, CDA, D66, PvdA en AOV. In januari 2019 liet burgemeester Don Bijl weten zijn lidmaatschap van de VVD te hebben opgezegd.
De belangrijkste discussies in de eerste jaren van deze periode gingen over woningbouw. Er vonden soms felle discussies plaats tussen partijen die pleitten voor een groter aantal sociale huurwoningen (bv. Gemeentebelangen Purmerend), partijen die het collegebeleid steunden (bv. PvdA) en partijen die helemaal geen vooraf vastgelegd percentage sociale woningbouw wilde (bv. Leefbaar Purmerend). Ook discussies over thema's als duurzaamheid en parkeren werden veel gevoerd. Vooral ook over het gebruik van biomassa waren vaak discussies.
De colleges van Beemster en Purmerend hebben op 4 september 2018 een bestuurlijk akkoord gesloten om per 1 januari 2022 te fuseren door middel van een gemeentelijke herindeling. Op 27 februari 2020 hebben de gemeenteraden van Beemster en Purmerend het herindelingsadvies vastgesteld. De herindelingsverkiezingen voor de gemeenteraad van Purmerend vinden dan ook plaats op 24 november 2021 in plaats van in het voorjaar van 2022, wanneer de reguliere raadsverkiezingen in de andere gemeenten worden gehouden.
In oktober 2020 werd het project Aardgasvrij Purmerend landelijk nieuws. Er zouden veel problemen zijn en het project zou zijn stilgelegd. Volgens de wethouder was daar geen sprake van. Het leidde tot een interpellatiedebat en een motie van wantrouwen, die uiteindelijk door de hele oppositie werd gesteund.
2022-heden
In de periode vanaf 2022 zijn verschillende overstappen geweest van partijen. Zo voegde raadslid Frank Schaaij zich bij Gemeentebelangen Purmerend, na zijn afsplitsing van de lokale D66-fractie (die daardoor na de gemeenteraadsverkiezingen met 2 in plaats van 3 zetels in de gemeenteraad kwamen). Ook stopte Chris Boer als raadslid van Leefbaar Purmerend om wethouder te worden namens Ouderenpartij AOV Purmerend-Beemster, en stapte zijn opvolger Kathleen Visser over naar de fractie van dezelfde partij. Daarmee verdween Leefbaar Purmerend uit de gemeenteraad en blijven er 11 fracties over.

## Vervoerregio Amsterdam
Purmerend maakte van 2006 tot en met 2016 deel uit van de Stadsregio Amsterdam (tot en met 2014 was dit een plusregio). Sinds 1 januari 2017 is dit verband verder gegaan als de Vervoerregio Amsterdam (VRA).
De VRA is een bestuurlijk samenwerkingsverband van veertien gemeenten in de regio Amsterdam en heeft een aantal (wettelijke) regionale verkeer- en vervoertaken, waaronder het opdrachtgeverschap van het openbaar vervoer in de concessies Amstelland-Meerlanden (inclusief Schiphol), Zaanstreek-Waterland en Amsterdam. Daarnaast is de Vervoerregio verantwoordelijk voor het realiseren en verbeteren van de infrastructuur voor auto, OV en fiets.
De regioraad van de vervoerregio is het belangrijkste bestuursorgaan van de Vervoerregio Amsterdam. De raad telt vijftig leden die (naar inwoneraantal) zijn afgevaardigd door de veertien gemeentebesturen. Purmerend wordt door vijf raadsleden vertegenwoordigd.
De vertegenwoordiging van Purmerend bestaat uit de volgende afgevaardigden: 
| Naam                | Functie  | Partij                             |
| ------------------- | -------- | ---------------------------------- |
| Wout Zeekant        | Raadslid | Stadspartij-Beemster Polder Partij |
| Peter de Waal       | Raadslid | PvdA                               |
| Henk Grader         | Raadslid | AOV                                |
| Jordi Albers        | Raadslid | Gemeentebelangen                   |
| Carla Brocken-Swart | Raadslid | GroenLinks                         |

## Cultuur

### Monumenten
In de gemeente is een aantal rijksmonumenten, gemeentelijke monumenten en oorlogsmonumenten, zie:
- Lijst van rijksmonumenten in Purmerend (gemeente)
- Lijst van gemeentelijke monumenten in Purmerend
- Lijst van oorlogsmonumenten in Purmerend

### Kunst in de openbare ruimte
In de gemeente zijn diverse beelden, sculpturen en objecten geplaatst in de openbare ruimte, zie:
- Lijst van beelden in Purmerend